# (345) Tercidina
(345) Tercidina (1892 O) – planetoida z pasa głównego asteroid okrążająca Słońce w ciągu 3 lat i 200 dni w średniej odległości 2,33 j.a. Została odkryta 23 listopada 1892 roku w Observatoire de Nice w Nicei przez Auguste Charloisa. Pochodzenie nazwy planetoidy nie jest znane. Przed jej nadaniem planetoida nosiła oznaczenie tymczasowe (345) 1892 O.